# Bruno Madaule
Pour les articles homonymes, voir Madaule.
Bruno Madaule, né le 4 mars 1971 à Castres où il est mort le 12 septembre 2020,,, est un auteur français de bande dessinée.
Ponctuellement il a pu utiliser le pseudonyme d'« Eluadam ».

## Biographie
Bruno Madaule est diplômé en 1988 de l'École d'Architecture de Toulouse.
Lauréat du concours BéDéBu en 2001, il est également nommé à l'exposition « Jeunes Talents » au festival de la bande dessinée d'Angoulême la même année. L'année suivante, le premier tome de sa série Les Zinzinventeurs, co-créée avec Jacky Goupil et Sylvia Douyé, obtient l'Alph-Art du meilleur album jeunesse au festival de la bande dessinée.
Il participe à de nombreuses revues telles que Wapiti, Spirou, Psikopat, Lanfeust Mag ou encore L'Écho des savanes.
Il décède d'un cancer le 12 septembre 2020.

## Publications
- Série Les Zinzinventeurs avec Jacky Goupil (scénario) et Sylvia Douyé (scénario), 2001-2005, Casterman
- Tout ce que vous avez toujours voulu savoir sur le Père Noël avec Laurent Panetier (scénario), 2008, Soleil
- 35 heures & Cie, scénario et dessin de Bruno Madaule, 2005, Jungle!
- Série Givrés !, scénario et dessin de Bruno Madaule, 2009-2016, Sandawe
- Barbarismes, 2020, Fluide Glacial
- Horace Ô désespoir !, scénario et dessin de Bruno Madaule, 2020, Fluide Glacial
- Super environman, scénario de Bruno Madaule et dessin de Thomas Priou, 2021, Bamboo

## Prix
- 2002 : Alph-Art jeunesse 7-8 ans du festival d'Angoulême pour Les Zinzin's venteurs, t. 1 (avec Sylvia Douyé et Jacky Goupil)